# Joe Locke (acteur)
Pour les articles homonymes, voir Joe Locke et Locke.
Joe Locke, né le 24 septembre 2003 à Douglas sur l'Île de Man, est un acteur Britannique
Il commence sa carrière en 2022 avec le rôle de Charlie Spring dans la série télévisée britannique Heartstopper, adaptée de la série de bande dessinée du même titre. Il fait également partie de l'univers cinématographique Marvel dans lequel il interprète le rôle de Billy Kaplan-Maximoff / Wiccan dans la mini-série Agatha All Along (2024).
Au théâtre, il fait ses débuts à Broadway en 2024 en interprétant Tobias Ragg dans la troisième production de la comédie musicale Sweeney Todd.

## Biographie

### Jeunesse
Joseph William Locke naît le 24 septembre 2003 à Douglas, sur l'Île de Man,,.
Il fréquente le lycée Ballakermeen (en), et participe à plusieurs pièces au Gaiety Theatre.

### Carrière
En avril 2021, parmi 10 000 personnes qui ont auditionné d'après certaines informations, on annonce que le premier tour du casting, Joe Locke, à l'âge de 17 ans, est engagé pour le rôle de Charlie dans la série Heartstopper, diffusée en 2022 sur Netflix, adaptée du roman graphique britannique éponyme d'Alice Oseman. Il y incarne Charlie Spring, un adolescent réservé et ouvertement gay qui tombe sous le charme de Nick (Kit Connor), un rugbyman pensant être hétéro. Depuis toujours inspiré par l'univers du cinéma, il confie que ce premier rôle est un « rêve devenu réalité ».
Le 12 août 2022, pendant deux semaines, il interprète Noah dans la pièce de théâtre The Trials, une pièce de Dawn King, au Donmar Warehouse. Elle met en scène le procès de la jeunesse contre les adultes qui n'ont rien fait contre le changement climatique,. En novembre, il se joint à Kathryn Hahn pour un rôle pour l'instant inconnu dans la série Marvel Agatha All Along, série dérivée de WandaVision (2021), diffusée à partir de septembre 2024 sur Disney+. Un temps connu sous le nom de « L'ado », il est révélé dans l'épisode 5 de la série que son personnage n'est d'autre que Billy Kaplan, plus connu sous le nom de Wiccan.

## Filmographie

### Télévision
- 2022-2024 : Heartstopper : Charlie Spring
- 2024 : The Great British Bake Off : lui-même
- 2024 : Agatha All Along : l'ado / William Kaplan / Billy Maximoff / Wiccan [16]

## Théâtre
- 2022 : The Trials au Donmar Warehouse : Noah
- 2024 : Sweeney Todd au Lunt-Fontanne Theatre (Broadway) : Tobias Ragg